# Iwan Alexandrowitsch Serow

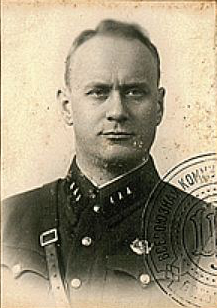
Iwan Serow (1941)

Iwan Alexandrowitsch Serow (russisch Иван Александрович Серов, wiss. Transliteration Ivan Aleksandrovič Serov; * 12. Augustjul. / 25. August 1905greg. in Afimskoje, Kreis Kadnikow, Gouvernement Wologda, Russisches Kaiserreich; † 1. Juli 1990 in Moskau) war ein General des KGB. Serow war der erste Vorsitzende des KGB zwischen 1954 und 1958 und Chef des GRU in der Zeit von 1958 bis 1962.

## Leben

### Karriere im Geheimdienst
Serow trat 1926 in die KPdSU (B) ein. Er absolvierte 1939 die Frunse-Militärakademie des Generalstabs in Moskau. Noch im Februar des Jahres wurde er ins NKWD übernommen und Kommissar in der Ukrainischen SSR. Damit gehörte er zu den Nutznießern der Stalinschen Säuberungen, die nach 1938 rasch Karriere machten. Außerdem war er einer der wenigen ausgebildeten Militärs im NKWD. In der Ukraine lernte er Nikita Chruschtschow kennen– zu dieser Zeit Erster Sekretär der ukrainischen KP – was für seine weitere Karriere bedeutsam werden sollte. Nach seiner Rückkehr aus der Ukraine wurde Serow einer der Stellvertreter Lawrenti Berias.
Serow überstand die Große Säuberung (1936–1938) und wurde beauftragt, Marschall Michail Tuchatschewski hinzurichten.
Als stellvertretender Volkskommissar für Inneres (1939–1941) organisierte er die Deportationen aus dem Baltikum nach Sibirien (Instruktion 001223 vom 10. Oktober 1939).

### Zweiter Weltkrieg
Im August 1941 war er an der Deportation der Wolgadeutschen beteiligt. In der Schlacht um Moskau im Herbst 1941 wurde Serow Befehlshaber der Verteidigungszone Moskau. Später war er im NKWD für die Überwachung der Partisanenbewegung zuständig.
An führender Stelle war er 1943/44 gemeinsam mit seinem Vorgesetzten Beria an den gewaltsamen Massendeportationen der Karatschaier, Kalmücken, Tschetschenen und Inguschen sowie Krimtataren beteiligt. Personen, die sich weigerten, deportiert zu werden, wurden direkt erschossen. Ebenso erging es transportunfähigen Personen, wie Alten oder Behinderten. Zum Teil kam es auch zu wahllosen Tötungen, so etwa im Dorf Chaibach, wo unter der Leitung des Georgiers Michail Gwischiani über 700 Menschen in einer Scheune verbrannt wurden. Es wird geschätzt, dass bei den Deportation im Schnitt 43 % der deportierten Bevölkerung an Infektionskrankheiten und Mangelernährung starb.
Am 15. Juli 1944 war Serow für die Entwaffnung und Deportation der Einheiten der Polnischen Heimatarmee (poln. Armia Krajowa) im Gebiet von Vilnius zuständig, die in den Tagen zuvor die Stadt von deutschen Truppen zurückerobert hatten (siehe Operation Bagration). Ab diesem Zeitpunkt leitete Serow die Unterdrückung und Eliminierung der bedeutendsten antisowjetischen Kraft Polens. Anfang Mai 1945 wurde Serow, zu dieser Zeit Kommissar für Staatssicherheit 2. Ranges, einer der drei Stellvertreter für Fragen der Zivilverwaltung bei den Truppen in der SBZ.
Am Ende des Großen Vaterländischen Krieges war Serow bei der Kapitulation der deutschen Wehrmacht in Berlin anwesend. Zu diesem Zeitpunkt bekleidete er den Rang eines Generalobersts und war Träger des Ordens Held der Sowjetunion.

### Zeit nach dem Krieg
Serow leitete nach dem Zweiten Weltkrieg in der SBZ die NKWD-Sektion und war als Chef der gesamten Zivilverwaltung der SMAD auch für Sicherheitsfragen zuständig: Aufdeckung von – aus stalinistischer Sicht – „Spionen, Diversanten, Terroristen, Mitgliedern faschistischer Organisationen und aktiven feindlichen Elementen“. Dazu zählen auch Sowjetbürger, die während des Krieges nach Deutschland verschleppt worden waren oder mit den Deutschen kollaboriert hatten, gleichfalls alle Personen, die verdächtigt wurden, der neuen Gesellschaftsordnung im sowjetisch besetzten Teil Deutschlands kritisch gegenüberzustehen. Offiziell wurde Serow als Mitglied der SMAD geführt. Er baute zur Überwachung von Parteien, Kirchen und Gewerkschaften ein Agentennetz unter Generalmajor Melnikow auf. Serow trieb den Ausbau der Festungspionierschule in Berlin-Karlshorst zur größten Operationsbasis der sowjetischen Agententätigkeit gegen den Westen außerhalb der Sowjetunion voran. Angeblich unterschlug er aus deutschem Raubgut die belgische Königskrone.
Serow bereitete mit seinem Apparat die am 13. Mai 1946 vom sowjetischen Ministerrat verfügte „Überführung“ von ca. 2000 deutschen Spezialisten (Wissenschaftler, Ingenieure und Techniker sowie teilweise deren Familien) aus der Sowjetischen Besatzungszone in die UdSSR unter großer Geheimhaltung vor:108,126 und leitete die als Aktion Ossawakim bekannte Verschleppung am 22. Oktober 1946.
1947 bis 1953 übte er die Funktion des Ersten Stellvertretenden Innenministers der UdSSR aus. Nach Stalins Tod 1953 schloss er sich– nicht zuletzt aus Abneigung gegen die georgische Clique um Beria – der Verschwörung der neuen „kollektiven Führung“ gegen Beria an. Er wurde Stellvertretender Vorsitzender des MWD.

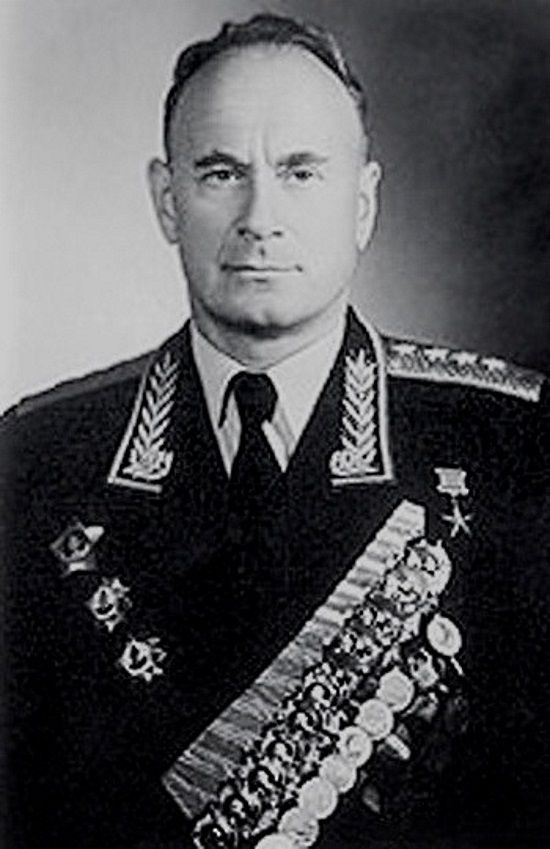
Iwan Serow als Vorsitzender des KGB

Nach der Ausgliederung des KGB aus dem Innenministerium wurde Serow 1954 dessen Vorsitzender. Er war Gefolgsmann Chruschtschows, der ihm vertraute, und hatte zudem keine politischen Ambitionen. 1954 vernichtete er die Akten, die Chruschtschows Verwicklung in den „Großen Terror“ dokumentierten. Zwei Attentate auf den Überläufer Nikolai Chochlow scheiterten 1954, ein drittes misslang 1957 ebenfalls.
Nach Stalins Tod setzte sich Serow vehement für den Erhalt der Zwangsarbeit im Gulag ein, sein Gegenspieler in dieser Frage war Innenminister Nikolai Dudorow.
1956 leitete er die KGB-Operationen gegen den ungarischen Volksaufstand. Er besuchte das Land inkognito als sowjetischer Berater des ungarischen Innenministeriums.
Als Serow 1956 London besuchte, um Sicherheitsvorkehrungen für den Besuch Chruschtschows und Bulganins zu treffen, musste er wegen Angriffen der britischen Presse vorzeitig abreisen. Sein aufgrund der Beteiligung am stalinistischen Terror schlechter Ruf im Westen war mit ursächlich für seinen Niedergang.
1958 wurde Serow zunehmend von Alexander Nikolajewitsch Schelepin, dem Ersten Sekretär des Komsomol, und Nikolai Romanowitsch Mironow, dem Vorsitzenden des Leningrader KGB, kritisiert. Im Dezember ersetzte das Zentralkomitee der KPdSU Serow als Vorsitzenden des KGB durch Schelepin. Serow wurde auf die Position des Chefs des militärischen Geheimdiensts GRU versetzt.
Nach der Enttarnung des CIA-Agenten Oleg W. Penkowski 1962, mit dem er persönlich befreundet war, wurde Serow als Leiter des GRU entlassen. Er wurde zum Generalmajor degradiert und 1965 „wegen Verletzung der Rechtsstaatlichkeit während seiner Tätigkeit in Deutschland“ aus der KPdSU ausgeschlossen. Serow bemühte sich danach lange Zeit erfolglos um seine Rehabilitation, die Wiederherstellung seiner militärischen Ränge und seiner Mitgliedschaft der KPdSU.

### Persönlichkeit
Der britische Geheimdienst MI5 beschrieb Serow als moderaten Trinker mit guten Manieren. Er verfüge über einen sarkastischen Humor und gefalle sich als Antisemit. Er soll ein guter Organisator mit schneller Auffassungsgabe gewesen sein. Serow soll stolz auf seine Fähigkeiten als Folterer gewesen sein; er könne einem Mann jeden Knochen im Körper brechen, ohne ihn zu töten.

## Veröffentlichungen
- Sapiski is tschemodana, Moskau 2016.[13]